# Bernard Norlain
 (janvier 2024).
Bernard Norlain, né le 22 novembre 1939 à Vannes, est un officier général français de l'Armée de l'air. Pilote de chasse et ancien élève de l'École de l'air de Salon-de-Provence, il totalise plus de 6 000 heures de vol à son actif.

## Biographie

### Jeunesse et formation
Après avoir effectué sa scolarité au lycée Thiers de Marseille,, Bernard Norlain passe son brevet d'études militaires supérieures. Il est diplômé de l’École supérieure de guerre aérienne en 1980.

### Parcours professionnel
Après ses études, il devient commandant du groupement d’instruction chargé de l’ensemble de la formation des élèves officiers de l'École de l'air de 1982 à 1984.
Bernard Norlain est ensuite commandant du Centre d'expériences aériennes militaires et de la Base aérienne 118 Mont-de-Marsan à partir de 1984 jusqu'en 1986, année où il est nommé général de brigade aérienne.[réf. souhaitée]
De 1986 à 1989, il est chef du cabinet militaire du Premier ministre Jacques Chirac puis de Michel Rocard, à l'issue de quoi il est nommé successivement général de division aérienne (1989) puis général de corps aérien (1990).[réf. souhaitée]
Pendant la Guerre du Golfe, Bernard Norlain est commandant de la défense aérienne de 1990 à 1992, puis commandant de la FATac (Force aérienne tactique devenue "Force aérienne de combat" en 1994) de 1992 à 1994.[réf. souhaitée]
De 1994 à 1996, Bernard Norlain est directeur de l'Institut des hautes études de Défense nationale, institut dont il s'occupera après son départ avec  l'animation et de la coordination des activités de la commission économie et défense .[source insuffisante]
C'est durant cette même période qu'il est nommé général d'armée aérienne.
Il est ensuite vice-président du développement chez Deloitte entre 1996 et 2004, période pendant laquelle il se voit remettre en 1999 des mains du directeur général de l'UNESCO Federico Mayor Zaragoza, la médaille d'or Mahatma Gandhi en reconnaissance de son rôle éminent en faveur de la prévention des conflits et de la promotion d'une culture de paix.
En 1999, il a préfacé le rapport COMETA, intitulé Les OVNI et la défense, à quoi doit-on se préparer ?
Après quatre années passées au poste de directeur général de la Sofema (Société française d'exportation des matériels aéronautiques), il est depuis 2007 président de Bernard Norlain Conseil, une SARL spécialisée dans les études de marché. Il est aussi administrateur du Centre d’Étude et de Prospective depuis 2004.[réf. souhaitée]
De juillet 2008 à juin 2011, il a été nommé Président et Directeur de la Revue Défense nationale, revue consacrée au rayonnement de la pensée stratégique française.[réf. souhaitée]
Le 15 octobre 2009, le général en retraite Bernard Norlain a cosigné avec Michel Rocard, Alain Juppé et Alain Richard, une tribune dans le quotidien Le Monde pour plaider en faveur du désarmement nucléaire. Il est dans ce cadre membre de l’organisation internationale Global Zero Initiative.[réf. souhaitée]
Il est depuis mai 2016 vice-président d'Initiatives pour le désarmement nucléaire, qu'il a cofondé avec Paul Quilès, Jean-Marie Collin et Michel Drain.

## Distinctions
- Commandeur de la Légion d'honneur Il est fait officier le 12 juillet 1990, puis est promu commandeur le 26 juin 1996[7].
- Commandeur de l'Ordre national du Mérite
- Médaille de l'Aéronautique

### Ouvrages en collaboration
- L’intelligence économique au service de l’entreprise, Ed. Publisud, 1999 (avec Loïc Tribot la Spière)
- Mondialisation et Défense, Ed. Lavauzelle, 2009 (avec Marc Audigier et Patrick Rassat)
- Arrêter la bombe, Ed Cherche midi, 2013 (avec Jean-Marie Collin et Paul Quilès)